# Vasile Chiroiu
Vasile Chiroiu (n. 13 august 1910 – d. 9 mai 1976) a fost un fotbalist român, care a jucat pentru echipa națională de fotbal a României la Campionatul Mondial de Fotbal din 1938 (Franța).